# Toskansko otočje
Toskansko otočje je talijansko otočje koje se sastoji od sedam otoka, a nalazi se zapadno od Toskane između Ligurskog i Tirenskog mora.
Sve ove otoke obuhvaća Nacionalni park Toskansko otočje (Parco nazionale Arcipelago Toscano).
Zbog blizine velikih gradova ovi otoci su postali popularno turističko odredište. Zbog povijesnih razloga posebno je poznat najveći otok Elba. Otok Montecristo poznat je po romanu Grof Monte Cristo autora Alexandrea Dumasa.
| Otok        | Površina   | Stanovništvo |  |
| ----------- | ---------- | ------------ |  |
| Elba        | 224 km²    | 30 000       |  |
| Giglio      | 23 km²     | 1553         |  |
| Capraia     | 19 km²     | 366          |  |
| Montecristo | 13 km²     | 0            |  |
| Pianosa     | 10,3 km²   | 0            |  |
| Giannutri   | 2,3 km²    | 102          |  |
| Gorgona     | 2,25 km²   | 220          |  |
| Ukupno      | 293,85 km² | 31 875       |  |

## Vanjske poveznice
- (tal.)(njem.)(engl.)(fr.)Nacionalni park Toskansko otočje